# Giorgio Panzini
Giorgio Panzini (Ancona, 3 febbraio 1960) è un cestista italiano.

## Carriera
Con la Pallacanestro Cantù raggiunge la finale di Coppa delle Coppe nell'edizione 1979-80 e milita in Serie A.